# Abbaye de Cismar
L’abbaye de Cismar est une ancienne abbaye bénédictine à Cismar, dans le Land de Schleswig-Holstein et l'ancien évêché de Lübeck.
Le bâtiment est construit dans le style gothique en brique. Il se compose d'une église haute à nef unique sans clocher. L'ancienne section conventuelle à l'ouest fut séparée et reconstruite dans le style baroque comme l'appartement de l'amtmann de Cismar. Cette section est maintenant utilisée comme dépendance du musée du Land de Schleswig-Holstein pour des expositions artistiques l'été. D'autres bâtiments d'un étage entourent la cour intérieure carrée à l'est et au sud, et les contours du cloître sont indiqués par des marques de pierre. La composante occidentale a disparu. La façade ouest est conçue comme un pignon à gradins. Des fouilles en 1965 ont révélé que le bâtiment d'origine fut considérablement agrandi vers 1320. L'ensemble du complexe est entouré de douves et de murs de terre.

## Histoire
En 1177, après le transfert de l'évêché d'Oldenbourg à Lübeck, l'évêque Henri de Lübeck (de) convoque des moines bénédictins de Brunswick dans sa ville et y consacre un monastère, l'abbaye Saint-Jean. Vraisemblablement sous l'abbé Jean Ier, les filles et les veuves des patriciens de Lübeck sont acceptées comme religieuses. Le droit canonique ne tolère pas les moines et les nonnes vivant ensemble dans un monastère. Il y a des plaintes concernant les griefs du monastère double. Les moines bénédictins ont alors des difficultés à mener une vie selon les règles de l'ordre.
Le différend sur la relocalisation de l'abbaye de Lübeck à Cismar commence en 1230 au plus tard. Dans un document daté du 25 octobre 1231, sur ordre du comte Adolphe IV de Holstein, le déplacement de l'abbaye Saint-Jean à Cicimeresthorp à l'est de la péninsule de Wagrie encore à peine christianisée est rapporté. Le transfert du monastèrene ne se déroule pas sans difficultés, car il y a un différend juridique sur la légalité de ce transfert. L'abbé Jean Ier et une partie du monastère vont à Cismar en 1245 et commencent à reconstruire le monastère là-bas. Les affrontements ne prennent fin qu'en mars 1256.
En vendant le village de Sycima (Cismar) en 1237 à l'abbaye Saint-Gilles de Brunswick, le comte Adolphe IV de Holstein crée une condition préalable importante pour le déménagement de l'abbaye. La base économique est relativement bonne dès le départ, car elle s'agrandit et complète sa propriété de Wagrie. Aux XIIIe siècle et XIVe siècle, les documents font état de fondations et de reliquaires pieux, de poursuites et de résolutions de conflits, ainsi que de transactions de retraite et immobilières. Leur objectif est constamment d'agrandir les propriétés de Cismar.
On ne sait rien du début et de l'avancement de la construction de l'église et du monastère. Une première église monastique, dont la création doit être établie vers 1245 à cause des moines venus de Lübeck, est étendue à l'est entre 1260 et 1300 avec deux travées avec une fermeture de chœur polygonale. Les études de bâtiments historiques menées de 1965 à 1970 montrent que la section occidentale à quatre baies de la première église abbatiale est redessinée au XIVe siècle. Les moines sont séparés des habitants. La longueur totale du bâtiment voûté à nef unique est de 62 mètres. La fin du chœur est assez impressionnante par la taille simple des formes du gothique précoce.
Afin de pouvoir afficher correctement le grand trésor reliquaire du monastère, un sanctuaire élaboré à trois ailes est installé dans le chœur entre 1310 et 1320. Les cinq niches profondes de la partie médiane du retable, précédemment séparées par des bordures, présentent des motifs de la vie de Jésus dans 15 tableaux. Dans l'aile droite, il y a des scènes de la vie de Benoît et dans l'aile gauche de la légende de Jean l'Évangéliste, le patron du monastère. Certains sont probablement réalisés vers 1250. Les bas-reliefs en bois sculpté ont encore la couleur d'origine. L'autel est attribué au même atelier que les stalles de la cathédrale de Lübeck ; il est probablement créé par Hermann Walther von Kolberg et son atelier. C'est le plus ancien autel sculpté connu dans l'histoire de l'art.
Plus de 800 reliques précieuses telles qu'une goutte de sang du Christ, une épine de sa couronne donnée à l'évêque de Lübeck par Henri II, et la source sacrée sur le terrain du monastère font du monastère un lieu de pèlerinage important.
Le village de Grömitz, qui est adjacent à Cismar, est acquis par les moines en 1322 aux seigneurs de Westensee. Jean III de Holstein cède le patronage de l'église de Grömitz aux moines, vers 1400 elle est incorporée à l'abbaye.
La Convention de Cismar ne fut jamais importante. Cependant, des informations spécifiques ne sont disponibles que pour les XIVe siècle et XVe siècle. Dans un document daté du 21 mai 1325, un document de vente recense l'abbé Wiprecht, le prieur Jean II et 18 moines. En 1328, on recense l'abbé Jean VIII et 16 moines, tandis qu'en 1346, à côté de l'abbé Jean XI, il y a 13 moines. Un document de 1361 montre qu'une partie des habitants du monastère sont morts de la peste pendant l'épidémie.
Neuf accords de fraternité de l'abbaye de Cismar persistent, dont deux datent de l'époque précédant le déménagement à Cismar. En 1283, le monastère renouvelle un contrat de fraternité avec l'abbaye Saint-Gilles de Brunswick et en 1290 avec le chapitre de la cathédrale de Ratisbonne. L'accord le plus important est signé le 9 octobre 1301 avec l'abbaye de Stolpe. Avec l'abbaye de Bordesholm, Cismar conclut un traité d'amitié le 1er octobre 1389, qui donne à l'abbaye de Cismar une prépondérance.
L'abbaye de Preetz se subordonne un temps aux moines de Cismar pour la gestion des affaires spirituelles et économiques. Comme il n'y a aucun autre monastère de l'ordre bénédictin dans le diocèse de Lübeck, l'abbé de Cismar est l'autorité spirituelle de haut rang aux côtés de l'évêque de Lübeck. Ils sont également responsables de la nomination du prieur de Preetz. Ainsi, deux moines de Cismar deviennent prieurs du monastère de Preetz. Konrad y est prieur de 1275 à 1285, et l'église abbatiale est construite sous son pouvoir. En 1491, le moine Hermann Kulpin ne sera prieur que pendant un an, en raison de son incapacité à gérer.
En 1325, l'abbaye de Cismar possède un port directement en face du monastère, 22 villages entiers et deux hameaux près du monastère, douze moulins, des lacs et des étangs à poissons. Outre deux moulins à Cismar, les moines ont également le moulin du Dammhusen à l'ouest de Wismar. En plus de la propriété foncière étendue à Lauenbourg, d'autres villages et capitaux flottants sont ajoutés en succession rapide. Entre 1303 et 1321, le monastère achète dix autres propriétés à l'ouest et à l'est de Wismar en plus des villages existants de Krempin et Schmakentin, et jusqu'en 1318, trois fermes du conseiller Johannes de Crkow zu Wismar dans le Vogtsgrube, l'actuel Claus-Jesup-Straße à Wismar et jusqu'à 1321 des parties et des villages entiers sur l'île de Poel.
Les moines de Cismar encouragent de manière significative le développement de la terre de Wagrie et mettent en place un service étendu pour les pauvres. Presque sans exception, le monastère acquiert ses propriétés à Holstein avec une juridiction haute et basse. Dans les années de peste vers 1350, la terre ne peut souvent pas être cultivée car de nombreux habitants meurent, fuient ou refusent de payer les impôts. Vers la fin du XIVe siècle, le monastère étend déjà à nouveau ses propriétés foncières. Les batailles pour le duché de Schleswig entre les rois danois et les comtes de Holstein au XVe siècle, le monastère et les biens dévastés lors de la pénétration de Éric de Poméranie apportent de nouveaux revers. En raison de la peste et à la suite des batailles, les pèlerinages diminuent et les revenus de la terre ne sont plus suffisants pour entretenir le monastère. Le 23 mai 1432, le pape Eugène IV est sollicité pour son entretien.
L'abbaye s'oppose à l'évêque de Lübeck Johannes Schele, évêque de 1420 à 1439, et tente d'obtenir une exemption devant le concile de Bâle, mais échoue. La pétition alors soumise par l'évêque de Lübeck au concile, dans laquelle il veut un soutien contre l'abbé Thomas Lunow, est tranchée en sa faveur le 1er juin 1436. Le conseil établit que le monastère était soumis en tout à l'évêché de Lübeck et qu'il doit obéir. Cependant, l'évêque ne réussit pas à retirer l'abbé, car le monastère du côté de l'abbé. L'abbé de Cismar n'est ordonné ni par l'évêque ni par son représentant. La relation avec l'évêque de Lübeck ne s'améliore pas ensuite.
L'abbé de Cismar Walter Vechel est nommé à plusieurs reprises en 1498 par le pape Alexandre VI en tant que visiteur et réformateur de l'ordre bénédictin dans les abbayes de Dobbertin et Rühn dans le Mecklembourg afin d'éliminer le désordre.
Après l'intégration de l'abbaye à la congrégation de Bursfelde, on recense 25 moines dans les documents en 1502 et 21 moines en 1513. Le document du 16 décembre 1502 est jusqu'à présent la seule preuve d'une liste de noms de tous les moines présents dans le monastère. Le certificat de rattachement du monastère à la congrégation de Bursfelde date du 13 octobre 1449, l'évêque de Lübeck Arnold Westphal donne son consentement à cette union le 8 octobre 1451. En 1502, le monastère est gracié par le légat papal, le cardinal Raymund Pérault, évêque de Gurk.
Au cours de la Réforme luthérienne, l'authenticité des reliques est retirée par l'évêque de Lübeck. Cela conduit à une diminution de son importance en tant que lieu de pèlerinage. On en sait peu sur les effets réels de l'abbaye de Cismar. Au Landtag de Rendsburg le 9 mars 1542, l'adoption de l'ordre de l'église luthérienne est décidée. L'abbaye tombe aux mains du duc Adolphe de Holstein-Gottorp lorsque le pays est divisé en 1544, qui nomme Joachim von Rantzau comme Amtmann.
La communauté continue d'abord. L'abbaye est abandonnée vers 1560 et convertie plus tard en palais princier. Le dernier document remis par l'abbé Augustin date du 20 décembre 1559, le duc Adolphe n'approuve la décision de l'abbé que le 2 décembre 1560. Comme l'abbé Augustin est vraisemblablement âgé et que le monastère se soumet sans contradiction, l'abolition du monastère semble s'être déroulée sans problème et sans évasion ni expulsion. L'abrogation est actée en 1561. Le domaine de Cismar à Lübeck est vendu en 1563.
Le premier pasteur protestante de l'église patronale de Grömitz est Andreas Grote, qui y obtient un droit de séjour à vie en 1559. Le 28 janvier 1561, Benedikt von Ahlefeldt est nommé amtmann. Johannes Stricker est nommé premier pasteur protestant de Cismar et présenté à l'amtmann à l'automne 1561. Stricker est expulsé du Holstein en 1572 et se rend à Lübeck, où il meurt en 1599.
Après la dissolution de la communauté monastique, la propriété revient à la lignée ducale de Gottorf en 1561, qui le convertit en château avec un domaine. L'abbatiale devint l'église luthérienne dont la paroisse fait partie de l'Église protestante luthérienne en Allemagne du Nord. Une autre rénovation a lieu en 1768, lorsque la partie occidentale de l'église est séparée par l'amtmann David Reinhold von Sievers et convertie en appartement en tant que siège en ajoutant deux faux plafonds. Après cela, le monastère sert de grange, d'appartement  de l'amtmann, de lieu de stockage de la bibliothèque de l'université de Kiel pendant la Seconde Guerre mondiale, d'accueil de réfugiés, d'auberge de jeunesse, d'école, jusqu'à ce qu'il menace de se détériorer.
La grande et riche bibliothèque abbatiale va au château de Gottorf puis est transférée à la bibliothèque royale du Danemark à Copenhague après 1712, où 110 manuscrits latins et 149 incunables de Cismar peuvent encore être trouvés aujourd'hui.
Depuis 1987, après d'importantes restaurations et agrandissements à partir de 1982, l'abbaye de Cismar est la filiale de la Fondation des musées du Schleswig-Holstein.

## Liste des abbés et prieurs de Cismar

### Abbés
Les noms et les dates indiquent la mention documentée en tant qu'abbé, :
- 1219–1246 Johann I.
- 0000 0000Johann II. Stultus
- 1251–1252 Gottfried de Elbing
- 1253–1255 Johann III. von Landesbergen
- 1256 0000Herbord I.
- 1258 ooooDietrich I. von Vlothow
- 1263–1276 Herbord II.
- 0000 0000 Hartwich von Stolpe
- 1276–1278 Johann IV. von Lüneburg
- 1280–1286 Johann V. von Lüneburg (démissionnaire)
- 1290–1296 Heinrich von Brilow (démissionnaire)
- 1296–1305 Johann VII. von Stolpe
- 1306 0000 Johann VII. von Ledereke
- 1308–1325 Wiprecht
- 0000 0000 Konrad (non documenté)
- 0000 0000 Christian (non documenté)
- 1326–1328 Johann VIII. Bowekendorp
- 1329–1363 Johann IX. Parchimus Hovemann
- 1368–1371 Ludolf
- 1389–1400 Nikolaus Sidenkrul
- 1411 0000 Johann X.
- 1426–1427 Lorenz I.
- 1432 0000 Georg
- 1436–1447 Thomas Lunau
- 1449–1459 Gerhard II. Bruzevitz
- 1460–1464 Dietrich II.
- 1465–1473 Gerhard III.
- 1473–1494 Heinrich II. von Minden
- 1495–1504 Walter Vechel
- 1504–1512 Lorenz II.
- 1513–1542 Johann X. Vechel
- 1542–1560 Augustin

### Prieurs
- 1227 Friedrich[3]
- 1232 Arnold I.
- 1241 Herbord
- 1256 Johann I.
- 1283 Otto
- 1296 Bertram
- 1310 Arnold II.
- 1318–1331 Johann II.
- 1345–1347 Bruno
- 1361–1363 Ludolf (en 1368 abbé de Cismar)
- 1368–1370 Nikolaus II.
- 1389–1400 Christian
- 1409 Georg (en 1432 abbé de Cismar)
- 1411 Johann III.
- 1432–1441 Marquard Rad
- 1449–1454 Henning
- 1460 Tilemann
- 1465–1466 Mathias I.
- 1467–1470 Heinrich (probablement à partir de 1473 abbé comme Heinrich von Minden à Cismar)
- 1473–1488 Johann VI.
- 1491 Albert
- 1494–1502 Johann V.
- 1507–1510 Mathias II.
- 1518–1529 Augustin (plus tard abbé jusqu'à l'abolition)
- 1546 Mathias III. Grunderbeke
- 1558 Johann VI[1].